# 北湾站
北湾站位于甘肅省山丹县北湾村，是兰新铁路的一座火车站，等级为五等站，距兰州站502公里，距乌鲁木齐站1390公里，本站及相邻上下行区间均为电气化区段。本站不办理客货运业务。邮政编码为734101。